# Sturemästaren

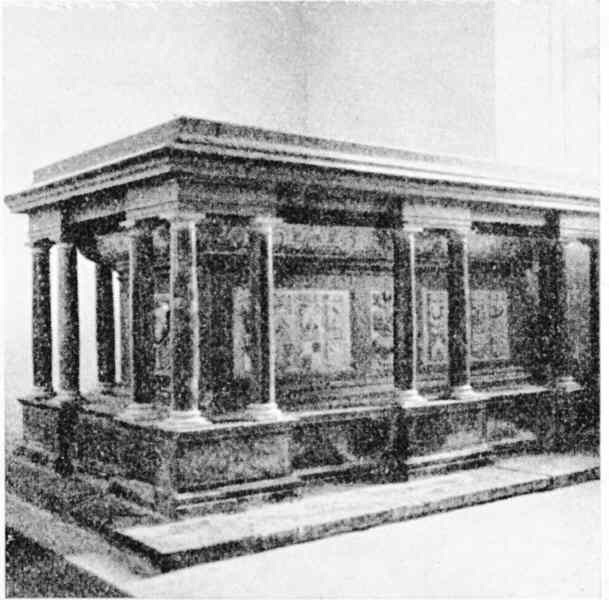
Gravmonument över Mauritz Sture och hans hustru Anna Horn af Åminne i Mörkö kyrka.

Sturemästaren är ett anonymnamn på en stenhuggare och skulptör, verksam kring sekelskiftet 1500–1600.
Sturemästaren utförde det figurprydda gravmonumentet över greve Karl Sture och Karin Jonsdotter Falk i Hölö kyrka samt gravmonumentet över Mauritz Sture och Anna Horn af Åminne i Mörkö kyrka. Hans monument ansluter till illustrationer utförda av Hans Vredeman de Vries i Tombeaux från 1563. Hölömonumentets liggande figurskulpturer är polykromerade. Båda monumenten uppfördes på order av Karl IX och Sturemästaren var troligen någon av de skulptörer som var verksamma vid Stockholms slottsbygge. 